# LGBT práva na Jamajce

Duhová mapa Jamajky

Lesby, gayové, bisexuálové a translidé (LGBT) se na Jamajce setkávají s právními a sociálními problémy, se kterými zbytek obyvatel nepřichází do styku. Pohlavní styk mezi muži je nezákonný a lze za něj uložit až desetileté vězení. Soulož mezi ženami je legální.
Z důvodu vysoké míry anti-gay kriminality je Jamajka ze strany některých lidskoprávních organizací vyhodnocována jako jedna z nejhomofobnějších zemí na světě. Homofobie je v zemi hojně rozšířená," řekl v r. 2012 mluvčí Ministerstva zahraničí Spojených států amerických
Jamajská vláda v r. 2012 řekla, že se bude zasazovat o rovné a spravedlivé zacházení se všemi občany, a že právní řád země zaručuje každému, kdo se cítí ve svých individuálních právech krácen, dostačující opravné prostředky. Rovněž zdůraznila, že osoby jiné sexuální orientace diskriminovány nejsou, a že sama vůči něčemu takovému zaujímá odmítavý postoj.
Asistent policejního komisaře před svým odchodem do důchodu v červenci 2012 tvrdil, že mezinárodní reputace Jamajky jakožto homofobní země je přehnaná, a že se životní úroveň LGBT Jamajčanů zlepšuje. Podle jeho názoru je reálným problémem kriminalita mezi homosexuály a veřejný cross-dressing.

## Zákony, politika a jamajské ústavní právo

### Historie kriminalizace LGBT jednotlivců
Ostrovy Karibského společenství přebíraly britské zákony proti sodomii. Ty zde však nebyly vymáhány tak striktně jako v Británii až do Viktoriánské éry. Ještě předtím jsou známy případy britských kolonizátorů, kteří měli vzájemné homosexuální styky z důvodu nedostatku žen. Otrocké komunity na Jamajce a ve zbylé části Britského Karibiku byly tvořeny muži a ženami ze západní Afriky. Ze strany otrokářů byla obecně větší poptávka po mužích a podle analýzy historiků byla mužská homosexualita běžnou součástí náboženských a duchovních tradic západoafrických komunit.
V Anglii byly zákony proti sodomii z r. 1861 zrušeny v r. 1967. Jamajka získala nezávislost v r. 1962, tedy pět let před dekriminalizací. To znamená, že původně britské zákony proti sodomii, jsou stále v platnosti. I tak ale lze zaznamenat určitou liberalizaci v uplatňování těchto zákonů. Jejich vymáhání je dost komplikované, až prakticky nemožné, neboť samotný homosexuální vztah nelze považovat za naplnění jejich skutkové podstaty. Atmosféra ve společnosti i v médiích je všeobecně pro jejich zrušení.

### Zákony proti sexuálnímu styku mezi muži
Jamajské trestní právo nepostihuje osoby, které se identifikují jako LGBT, nýbrž pouze nezákonný styk. Zákon o zločinech proti lidské přirozenosti říká následující:
Sekce 76. Smilstvo proti přírodě. Komu bude prokázáno spáchání trestného činu sodomie s jinou osobou nebo se zvířetem, bude potrestán odnětím svobody v maximální délce trvání 10 let a těžkými pracemi.
Sekce 77. Pokus Kdo se pokusí o spáchání výše uvedené trestného činu, či se násilím pokusí jiného k takovému činu svést, nebo svede jiného muže ke spáchání tohoto činu, bude potrestán odnětím svobody v délce trvání 7 let a těžkými pracemi.
Sekce 79. Nemravnost Muž, který, na veřejnosti či v soukromí, sám či ve skupině, svede jiného muže či spáchá s jiným mužem akt hrubé obscénnosti, bude potrestán odnětím svobody v délce trvání 2 let a těžkými pracemi.
"Hrubá obscénnost" není v této části zákona přímo interpretována, tudíž se lze při jejím posuzování odkázat na jakoukoli tělesnou intimitu, včetně držení za ruce.
Sekce 76 kriminalizující sodomii není od r. 2012 uplatňována. Podle zprávy Human Rights Watch je prakticky irelevantní, jak často jsou zde lidé souzeni za sodomii nebo obscénnost, když se v místním tisku běžně zveřejňují jména odsouzených za tyto trestné činy, což je nejen zostuzuje, ale zároveň postihuje jejich duševní zdraví. Sekce 79 o hrubé obscénnosti činí LGBT osoby vydíratelnými ze strany okolí, kteří po nich často jako protihodnotu za mlčení požadují jisté benefity.
Sekce 80. Jiné. Příslušníci bezpečnostních složek jsou oprávněni zatknout kohokoli, kdo přespává, či se potuluje v nočních hodinách na veřejných prostranstvích, a to bez řádného zatykače. Nočními hodinami je ve smyslu tohoto zákona chápáno období od devatenácté hodiny večerní do šesté hodiny ranní. Prokáže-li se, že zadržení osoby bylo oprávněné, a že trestný čin podle tohoto zákona byl spáchán, vloží se do případu další orgány justice.
Při vyšetřování spáchání trestných činů podle Sekce 80 zachovává policie mlčenlivost. Tuto a jiné části zákona jsou policií zneužívány k zadržování mužů, kteří nejsou v konformitě se svojí genderovou rolí. Byly zaznamenány i případy aplikace na ženy mající sex s ženami.

#### Pokusy o dekriminalizaci
V r. 2005 přijal Evropský parlament rezoluci, v níž vyzýval Jamajku ke zrušení jejích zastaralých a diskriminačních zákonů proti sodomii a k aktivnímu boji s homofobií.
Po slibu jamajské premiérky Portie Simpsonové, že v zemi nebude nikdo diskriminován pro svou sexuální orientaci, zažaloval v únoru 2012 LGBT aktivista Maurice Tomlinson Jamajku u Vnitroamerické komise pro lidská práva. Ten opustil svou rodnou vlast po výhrůžkách smrtí, které následovaly po uzavření sňatku s jiným mužem v Kanadě, o čemž mluvily místní média. Nejsou známy žádné údaje o prvním slyšení.

#### Pokusy o přijetí vyšších trestů
V 2009 člen jamajského parlamentu za Stranu práce Ernest Smith deklaroval během jedné debaty, že homosexuální aktivisté pomalu a jistě přebírají nadvládu nad zemí. Homosexuály popisoval jako násilné a agresivní žily a požadoval striktnější postup vůči stejnopohlavnímu styku mezi muži, který by vedl až k možnosti uložit jim doživotní vězení.

### Absence zákonů chránících LGBT menšinu před diskriminací
Podle Vnitroamerické komise pro lidská práva nemá Jamajka žádné zákony trestající diskriminaci jedinců jiné sexuální orientace, genderové nebo pohlavní identity. Stejně tak zde nejsou žádná trestní opatření proti zločinům z nenávisti.
Většina Jamajčanů odmítá začleňování sexuální orientace do lidskoprávní agendy z důvodu údajné neslučitelnosti s jamajskou kulturou a jejími tradičními náboženskými a genderovými zvyky. Mnozí si toto také spojují s kulturním imperialismem.

## Jamajské politické strany
Ani jedna ze dvou vládnoucích politických stran nevyjádřila oficiální podporu právům sexuálních menšin.
Nicméně v televizní předvolební debatě na konci prosince 2011 mezi vůdkyní opozice a bývalou jamajskou premiérkou Portiu Simpson-Millerovou za Národní lidovou stranu a současným premiérem Andrewem Holnessem zaznělo z jejích úst, že by do svého vládního kabinetu přijala jakoukoli kompetentní osobu bez ohledu na její sexuální orientaci. Dodala, že by chtěla, aby vládnoucí strany jamajského parlamentu při hlasování o právech sexuálních menšin byly ohleduplné. Ačkoli se jí dostalo kritiky ze strany určité části sociálních konzervativců, zvítězila v nadcházejících volbách.
Během voleb v r. 2001 opěvovala Jamajská strana práce ve své kampani píseň Chi Chi Man od skupiny T.O.K., která oslavuje mučení a vraždy homosexuálních mužů.
V dubnu 2006 opoziční vůdce a budoucí premiér Bruce Golding prohlásil, že u něj ani v jeho vládním kabinetu neexistuje žádné pochopení pro homosexuály. Dva roky poté odpověděl na otázku, zda by mohli být LGBT lidé ve vládě, takto: "Ve vládě být mohou, ale rozhodně ne v mé."

## Jamajské hnutí za práva LGBT

### Současné organizace

#### J-FLAG
The Jamaican Forum for Lesbians, All-Sexuals and Gays (J-FLAG) bylo založené v prosinci 1998 jako tajná společnost operující anonymně. Jedná se o vůbec první LGBT lidskoprávní organizaci v jamajské historii. Jejími primárními účely jsou právní reforma, advokacie, veřejná osvěta, krizová intervence a podpůrné programy.

#### Quality of Citizenship Jamaica
Quality of Citizenship Jamaica (QCJ) založená v r. 2013 Jalnou Broderickovou a Angeline Jacksonovou je organizací bojující za bezpečné prostředí pro LGBT komunitu. Zaměřuje se zejména na lesby, bisexuální ženy a transgender. Mimo jiné se také zasazuje za zlepšování úrovně zdravotní péče pro LGBT ženy a mládež, zejména v oblasti prevence HIV/AIDS. Při příležitosti návštěvy kingstonské univerzity prohlásil americký prezident Barack Obama o Jacksonové následující:
Namísto mlčení se rozhodla veřejně mluvit a bojovat za práva žen jako je ona sama, aby jim zajistila rovné podmínky před spravedlností, a odstranila stereotypy, čímž jim dodává neuvěřitelnou vnitřní sílu.

### Významné osobnosti

#### Maurice Tomlinson
Maurice Tomlinson je jamajský právník, profesor a gay aktivista současně žijící v Torontu. V r. 2011 zveřejnil magazín The Jamaica Observer článek s fotografickou přílohou o Tomlinsonově svatbě s kanadským partnerem. Ihned po publikaci začal Tomlinson dostávat výhrůžky smrtí, což jej později přimělo odstěhovat se do Kanady. 27. listopadu 2015 dal podnět k jamajskému Nejvyššímu soudu pro přezkum ústavnosti zákonů proti 'sodomii'. V závěru své žaloby prohlásil: "Jamajské zákony kriminalizují konsensuální intimnosti mezi muži, čímž mne v podstatě neprávem staví na úroveň zločince." Prohlásil, že došlo ke zpřísnění zákonů z r. 1864 po stížnosti odsouzených k výkonu trestu v r. 2011. Trest spočívá ve 12 měsících odnětí svobody a pokutě jednoho milionu dolarů. Argumentoval, že zákon jako celek podporuje násilí a odporuje stanoviskům Human Rights First. V lednu 2016 řekl:
Podal jsem ústavní žalobu proti jamajským zákonům proti sodomii z důvodu rozporu s ustanoveními jamajské Listiny základních práv a svobod. Ta totiž zahrnuje i právo na individuální svobodu jednotlivce, svobodu projevu, soukromí, rodinný život a ochranu před mučením a jiným nelidským zacházením.

#### Dr. J. Carolyn Gomesová
Carolyn Gomesová je současná výkonná ředitelka Caribean Vulnerable Comunities Coalition (CVC), která pracuje s karibským obyvatelstvem všeobecně ohroženým virem HIV a majícím značné sociální a finanční bariéry v přístupu k základní zdravotní péči. Ještě před začátkem své kariéry na tomto poli v lednu 2014 pracovala Gomesová jako výkonná ředitelka Jamaicans for Justice, společnosti založené r. 1999 v jamajském hlavním městě Kingstonu, která usiluje o právo jamajských občanů na spravedlivý přístup ze strany justice a orgánů veřejné moci a eliminaci korupce a socioekonomických nerovnováh. V r. 2013 rezignovala na svojí funkci po národním odporu proti sexuální výchově organizovanou touto společnosti a poučující mládež o análním sexu. Veřejně mluví o LGBT tématech a běžně je začleňuje do činnosti své organizace mimo jiné z důvodu, že její sestra je homosexuální.

### Mezinárodní postoj
Vnitroamerická komise pro lidská práva prohlásila v r. 2012, že diskriminace jiných sexuálních orientací genderových identit je na Jamajce značně rozšířená, a že diskriminace komunit leseb, gayů, bisexuálů, translidí a intersexuálů je hluboce zakořeněná i v jamajských státních orgánech. Ti, kdo nejsou heterosexuálové, či jejich anatomické pohlaví se nekryje s pohlavní identitou, čelí právní stigmatizaci, policejnímu násilí, úřední šikaně, zastrašování, násilí a nátlaku.
Human Rights Watch v r. 2012 označil Jamajku za zemi nebezpečnou pro ochránce lidských práv a práv LGBT.

## Sociální podmínky

### Anti-LGBT násilí

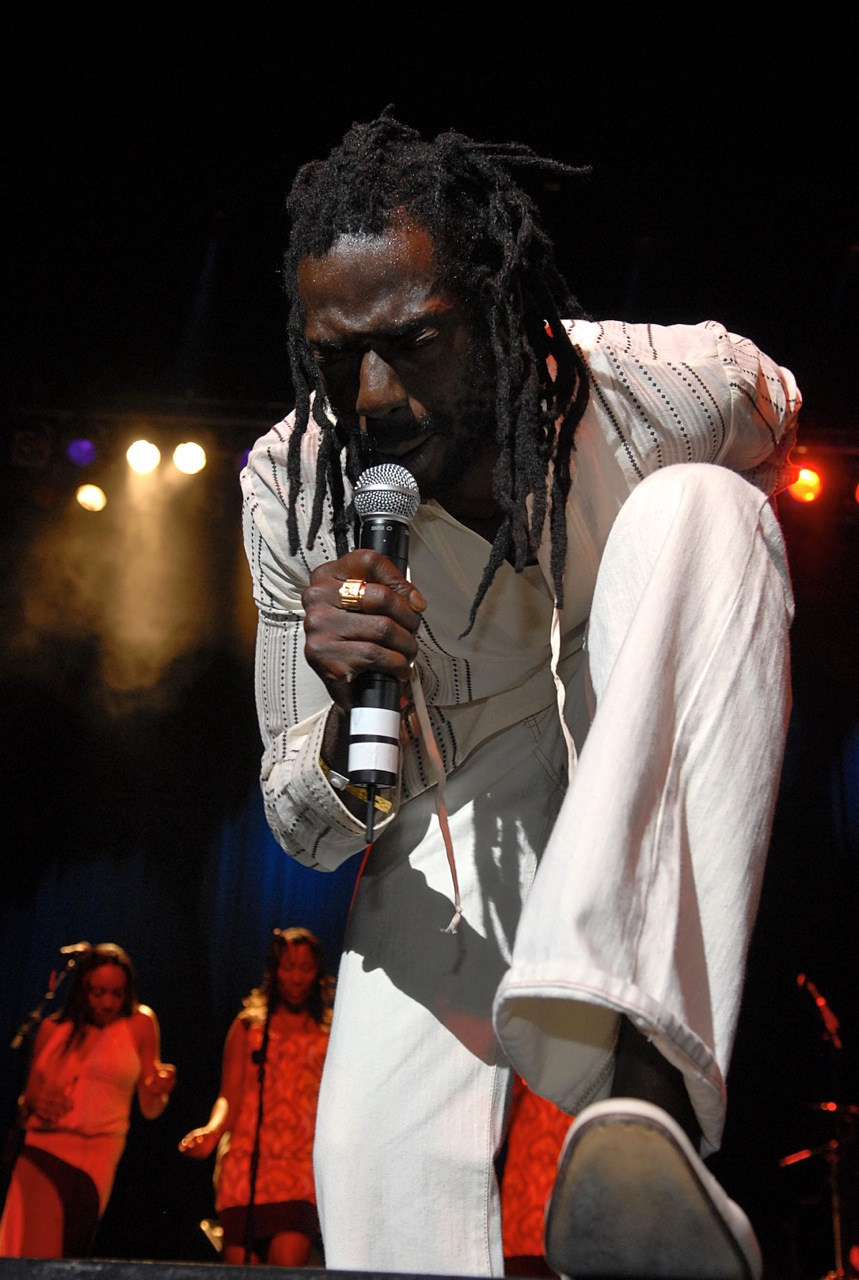
Jamajský zpěvák Buju Banton je terčem silné kritiky za své texty podporující vraždy homosexuálních mužů.

V r. 2012 se lidskoprávní nevládní organizace a vládními entitami shodli na tom, že násilí vůči LGBT minoritě je na Jamajce rozšířené. The Jamaican Forum for Lesbians, All-Sexuals and Gays (J-FLAG) v r. 2012 pokračovalo v šetření vážného porušování lidských práv, včetně fyzických útoků se smrtelně nebezpečnými předměty, 'nápravného znásilňování' lesbických žen, omezování osobní svobody, davové nenávisti, vražd a harašmentu gayů a leseb vězeňským i lékařským personálem.
"Policie takové případy zpravidla nevyšetřuje. Během roku obdržela J-Flag přes 68 zpráv o sexuálně motivovaném harašmentu nebo násilí, z nichž 53 bylo aktuálních, další dvě pojednávali o vraždě a 15 o únosech. Data J-FLAG ukazují, že oběťmi homofobního násilí bývávají zpravidla mladí lidé ve věku 18-29 let. Zpráva z roku 2012 taktéž poukazuje na násilí vůči gay spoluvězňům v jamajských věznicích ze strany ostatních trestanců i personálu. V některých případech se ale gay vězni setkávají i s přijetím.

## Souhrnný přehled
| Legální stejnopohlavní styk                                                            | Mužský ilegální (Trest: Hrozí 10 let vězení a těžké práce, nevymáháno) / Ženský legální |
| Stejný věk legální způsobilosti k pohlavnímu styku                                     | Mužský homosexuální styk je ilegální / Pro ženský homosexuální styk stejný              |
| Antidiskriminační zákony v zaměstnání                                                  | No                                                                                      |
| Antidiskriminační zákony v přístupu ke zboží a službám                                 | No                                                                                      |
| Antidiskriminační zákony v ostatních oblastech (homofobní urážky, zločiny z nenávisti) | No                                                                                      |
| Stejnopohlavní manželství                                                              | No                                                                                      |
| Jiná forma stejnopohlavního soužití                                                    | No                                                                                      |
| Adopce dítěte partnera                                                                 | No                                                                                      |
| Společená adopce dětí stejnopohlavními páry                                            | No                                                                                      |
| LGBT osoby smějí otevřeně sloužit v armádě                                             | No                                                                                      |
| Možnost změny pohlaví                                                                  | No                                                                                      |
| Přístup k umělému oplodnění pro lesbické ženy                                          | No                                                                                      |
| Náhradní mateřství pro gay páry                                                        | No                                                                                      |
| MSM smějí darovat krev                                                                 | No                                                                                      |